# جکی گلیسون
جان هربرت "جکی" گلیسون (انگلیسی: John Herbert "Jackie" Gleason؛ زاده ۲۶ فوریهٔ ۱۹۱۶ درگذشته ۲۴ ژوئن ۱۹۸۷) یک بازیگر، کمدین و نوازنده اهل ایالات متحده آمریکا بود. وی بین سال‌های ۱۹۴۱ تا ۱۹۸۶ میلادی فعالیت می‌کرد.

## فیلم‌شناسی
از فیلم‌ها یا برنامه‌های تلویزیونی که وی در آن نقش داشته است می‌توان به بیلیاردباز در نقش مینه‌سوتا فاتس (بشکه)، آقای میلیاردر، هیچ‌چیز مشترک و آب را نخورید اشاره کرد.

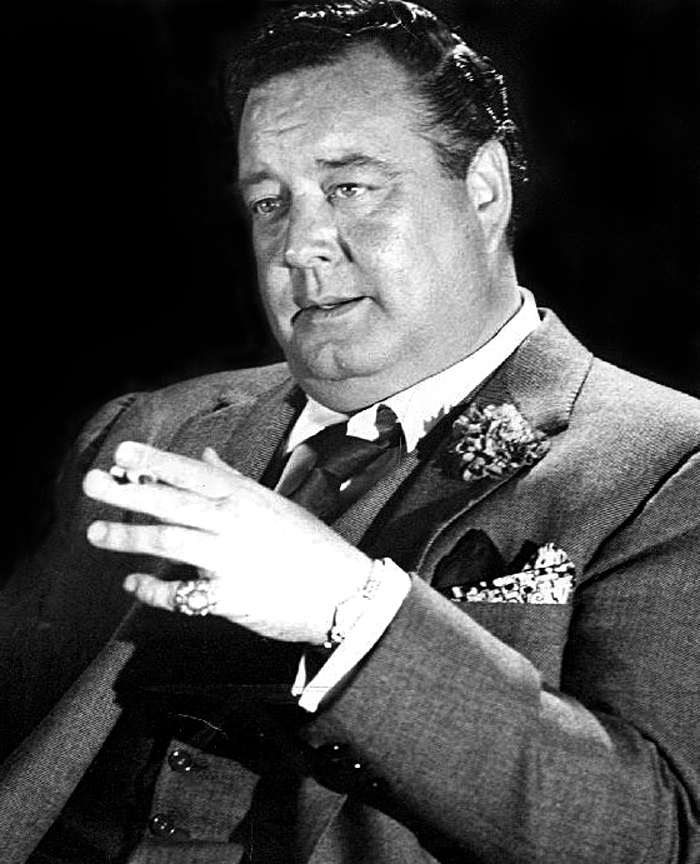
گلیسون در نقش مینه‌سوتا فاتس در بیلیاردباز (۱۹۶۱)

او برای ایفای نقش «مینه‌سوتا فاتس»، یک قمارباز حرفه‌ای بیلیارد، در فیلم «بیلیاردباز» (۱۹۶۱) با بازی پل نیومن، نامزد دریافت جایزه اسکار بهترین بازیگر نقش مکمل مرد شد. گلیسون در این فیلم تمام شوت‌های نمایشی بیلیارد نقش خود را شخصاً انجام داد.

## سال‌های پایانی، بیماری، و مرگ
جکی گلیسون در فیلم کمدی درام هیچ‌چیز مشترک (۱۹۸۶) با بازی تام هنکس، نقش شخصیتی بیمار، تندخو و تا حدی شبیه به آرچی بانکر را ایفا کرد و عملکردی تحسین‌شده از خود به نمایش گذاشت. این آخرین نقش سینمایی گلیسون بود. در طول تولید فیلم، تشخیص داده شد که او به سرطان روده بزرگ مبتلا شده که به کبدش سرایت کرده بود. همچنین از فلبیت (التهاب ورید) و دیابت رنج می‌برد. او مشکلات پزشکی‌اش را خصوصی نگه داشت، هرچند شایعاتی دربارهٔ بیماری جدی‌اش وجود داشت. سرانجام در ۲۴ ژوئن ۱۹۸۷، گلیسون در سن ۷۱ سالگی در خانه‌اش در فلوریدا درگذشت.
پس از مراسم عشای ربانی در کلیسای جامع سنت مری، گلیسون در تابوتی سنگی در آرامگاه یادمانی خصوصی و روباز در گورستان کاتولیک «بانوی رحمت» واقع‌در میامی به خاک سپرده شد.

## منتخب آثار

### تلویزیون

#### ۱۹۴۹–۱۹۵۹
- کیت اسمیت ساعت عصر (۱۹۵۱) در نقش خودش
- مهمانی آرتور موری (۱۹۵۲) در نقش خودش
- گفت‌وگوی تلویزیونی سام لوینسون (۱۹۵۲) در نقش خودش
- آرتور گادفری و دوستانش (۱۹۵۳) در نقش خودش
- شغل من چیست؟ (۱۹۵۳) در نقش خودش
- برنامه جک بنی (۱ مه ۱۹۵۵) در نقش خودش
- نفر به نفر (۳ فوریه ۱۹۵۶) در نقش خودش
- این زندگی شماست (۱۹۵۸) در نقش خودش

#### ۱۹۶۰–۱۹۸۶
- گفت‌وگوی تلویزیونی دیوید فراست (۱۷ فوریه ۱۹۷۰) در نقش خودش
- ترانهٔ وایت کریسمس بینگ کرازبی (۱۹۷۶) در نقش خودش
- مهمانی ستارگان برای برت رینولدز (۱۹۸۴) در نقش خودش
- ۶۰ دقیقه (۱۹۸۴) در نقش خودش

### فیلم
- سراسر شب (۱۹۴۲)
- بیلیاردباز (۱۹۶۱)
- مرثیه برای یک سنگین‌وزن (۱۹۶۲)
- سرباز در باران (۱۹۶۳)
- آب را نخورید (۱۹۶۹)
- آقای میلیاردر (۱۹۷۷)
- اسموکی و بندیت (۱۹۷۷)
- اسباب‌بازی (۱۹۸۲)
- هیچ‌چیز مشترک (۱۹۸۶)